# Willy Aubameyang
William-Fils "Willy" Aubameyang, född 16 februari 1987 i Paris, är en fransk-född gabonesisk fotbollsspelare som sedan 2011 spelar i Sapins FC.
Han har än så länge bara fått sitta på avbytarbänken under några matcher i Serie A- och Coppa Italia, samt spelat några vänskapsmatcher. Han gjorde sitt första mål för AC Milan i en vänskapsmatch 6 januari 2007 mot Juventus FC – ett mål som gav Milan segern.
Han har två bröder, Catilina som även han är fotbollsspelare och spelade i AC Milan 2000–2003, och den kanske mest kända av bröderna och även den yngsta Pierre-Emerick som för tillfället spelar i Arsenal FC.